# 小松奈生子
小松奈生子（日语：／ Komatsu Naoko，4月3日—），日本女性配音員。出身於宮城縣。

## 經歷、人物
I'm Enterprise所屬，日本播音演技研究所畢業。
興趣：讀書、理化學用品收集。資格：未生流花道師範、表千家茶道唐物。
與、竹內惠美子及同事務所的濱崎奈奈有不錯的交情。

## 演出
粗體字表示主要角色。

### 電視動畫
2014年
- 最近，妹妹的樣子有點怪？（女招待）
- M3 ～黑色鋼鐵～ （大嬸）
- 狼少女與黑王子（女學生、健太的主人）
- 灰色的果實（評論家）
- 四月是你的謊言（審査員、觀眾、出場者、小孩）

2015年
- 亞爾斯蘭戰記（鎮上居民）
- 青春×機關槍（母親）
- 食戟之靈（2015－2019，店員、廣播、女學生D、茜久保桃的母親）4系列
- 槍與面具（小學生的母親）

2016年
- SUPER LOVERS（女性客）
- 藍海少女！（巴士的車內廣播）
- 齊木楠雄的災難（2016－2018，主婦B、女性C）2系列
- 輕拍翻轉小魔女（母親）
- Lostorage incited WIXOSS（御影阪奈的母親）
- 魔法少女育成計劃（美奈&優奈的母親）

2017年
- CHAOS;CHILD（主播A）
- 人渣的本愿（保育士）
- 亞人醬有話要說（女學生、女性體育教師）
- MARGINAL#4從KISS開始創造的BigBang（星探）
- 學園少女突襲者 Animation Channel（女服務員）
- 快盜天使雙胞胎BREAK（廣播、小林老師）
- 妖怪公寓的優雅日常（女性教師B）
- 調教咖啡廳（女性客）
- 奇諾之旅 -the Beautiful World- the Animated Series（教員）
- 龍族拼圖X（Dominion）
- Love Live！Sunshine!!（女學生）
- 泥鯨之子們在沙地上歌唱（柳達里的母親、少女兵）

2018年
- 酒鬼妹子（指導員）
- 名偵探柯南（電話留言）
- 妖精森林的小不點（旅館從業員、車內售貨員）
- 鋼彈創鬥者 潛網大戰（三上陸的母親）
- 漫畫女孩（女子）
- 和風喫茶鹿楓堂（母親）
- 高分少女（大野晶的母親）
- 搖曳莊的幽奈小姐（玄士郎的母親）
- 工作細胞（輸血紅血球3）
- 我讓最想被擁抱的男人給威脅了。（記者B、杉田蓉子）
- 關於我轉生變成史萊姆這檔事（2018－2021，店的母親／長耳族媽媽）2系列
- 黃金神威（接線員）
- 梅露可物語 -無氣力少年與瓶中少女-（拉姆罕、帕露緹希）
- 隔壁的吸血鬼美眉（女學生A）

2019年
- 飛翔吧！戰機少女（電視的聲音）
- Endro～！（女性、女）
- 家有女友（橘陽菜的前輩教師）
- 我們真的學不來！（數學老師）
- 滿月之戰（導師、老師）
- 女高中生的虛度日常（蘿莉的母親）
- 戰姬絕唱SYMPHOGEAR XV（護士）
- 街角魔族（主婦）
- 獵獸神兵（娼婦）
- 炎炎消防隊（2019－2020，第5女性隊員、母親、操作員、修女）2系列
- 巴比倫（日语：バビロン (小説)）（事務員）
- 神田川JET GIRLS
- 星合之空（學年主任）
- 刀劍神域 War of Underworld（高位術師）

2020年
- 達爾文遊戲（通行人A）
- 科學超電磁砲T（切斑芽美）
- 掠奪者（母親）
- 淘氣貓2020：家有圓圓?! ～我家的圓圓你知道嗎～（客）
- 魔法紀錄 魔法少女小圓外傳（箏曲社社員）
- 白貓Project ZERO CHRONICLE（母親）
- 噴嚏大魔王2020（電視播報員）
- 轉生成女性向遊戲只有毀滅END的壞人大小姐（千金小姐）
- 籃球少年王（女性教師）
- 魔物娘的醫生（哈比B、紗妃的母親）
- 戀與製作人（學生）
- Re:從零開始的異世界生活 2nd season（村人）
- 夢夢貓（2020－2021，保健老師、主婦B、天空聲音）2系列[注 1]
- 高校之神（朴勝妍）
- 咒術迴戰（護士）
- 蠟筆小新（竪穴住子）
- 滿溢的水果塔（女學生）
- 在地下城尋求邂逅是否搞錯了什麼III（拉涅[5]）
- 請問您今天要來點兔子嗎？BLOOM（母親）
- A3！（通行人）
- 王之逆襲 意志的繼承者（日语：キングスレイド）（莉薩）

2021年
- 比方說，這是個出身魔王關附近的少年在新手村生活的故事（女A）
- 2.43 清陰高中男子排球社（救護員）
- BLUE REFLECTION RAY/澪（工作人員）
- 魔法水果籃（女）
- 暮蟬悲鳴時卒（陪酒女）
- 暗夜第六感 2041（橫井麻由美）
- 86－不存在的戰區－（年輕的母親）
- 陰陽眼見子（大嬸）
- 境界戰機（不動優子）
- 鬼滅之刃 遊郭篇（無慘的養母、吉原遊女）

2022年
- 舞伎家的料理人（參拜客、大姐姐）
- 薔薇王的葬隊（民宿女將）
- CUE!（店員）
- 處刑少女的生存之道（小孩子）
- Healer Girl 歌癒少女（醫院的人）
- 卡片戰鬥！！先導者 will+Dress（廣播）
- RWBY 冰雪帝國（放送）
- 泡泡糖忍戰（主持人、播音員[6]）
- 後宮之烏（蘇紅翹）
- 機動戰士鋼彈 水星的魔女（學生）
- 戀愛Flops（愛德華葉）
- VAZZROCK THE ANIMATION（直助的母親）

2023年
- 我想成為影之強者！（路人闇影護衛）
- TRIGUN STAMPEDE
- 呆萌酷男孩（女性）
- 不相信人類的冒險者們好像要去拯救世界（尼克的親）
- 在異世界獲得超強能力的我，在現實世界照樣無敵～等級提升改變人生命運～（管家）
- Dr.STONE 新石紀 NEW WORLD（薩迦拉、少女）
- 機戰少女Alice Expansion（母親B）
- 黃金神威 第4期（女性）
- 鬼滅之刃 刀匠村篇
- 機動戰士鋼彈 水星的魔女 Season2（CIC操作員）
- 和山田談場Lv999的戀愛（店員）
- 堀與宮村 -piece-（TV的聲音）
- 間諜教室 2nd season
- 我的新上司是天然呆（廣播擔當）
- 不死不運（機械聲音）
- 競速（主持人）

2024年
- 異修羅（納甘市民）
- 愛犬訊號（飼主）
- 狩龍人拉格納（奧偍瑪蒂亞成龍）
- 奇異賢伴 黑色天使
- 不死不運（朋友的母親）
- WIND BREAKER—防風少年—
- 王牌酒保 神之杯（導遊）
- 花野井同學與戀愛病（小孩子的媽媽）
- 為何我的世界被遺忘了？（母親B）
- ATRI -My Dear Moments-（廣播聲音）
- 身為VTuber的我因為忘記關台而成了傳說（音響監督）
- 異世界自殺突擊隊（住民A）
- 平凡職業造就世界最強第3季（南云堇）

2025年
- 我的幸福婚約 第二季（夏代）
- 群花綻放、彷如修羅（母親、秋山母親）
- 金牌得主（母親、保護者、觀光者）
- 結緣甘神神社（花蓮的僕人）

### 電影動畫
- GODZILLA3部作（2017－2018，管制官）3部作
- 劇場版 為了誰的鍊金術師（2019年，艾蜜莉母）

### OVA
- （2014年，宇佐木瑠瑠美的母親、導師、女學生）
- 最近，妹妹的樣子有點怪？（2014年，路人1）
- 女王之刃 戰敗女王 新妻夢散（日语：ヴァンキッシュド・クイーンズ）（2014年，暗殺團員）
- 無職轉生～到了異世界就拿出真本事～「艾莉絲的哥布林討伐」（2022年，女僕）[注 2]

### 網路動畫
- 小桃小栗 Love Love物語（2015年，廣播）
- 約束的七夜祭（日语：約束の七夜祭り）（2018年，聲音廣播）
- OBSOLETE（日语：OBSOLETE）（2019年，網路新聞的聲音）
- 終末的女武神（2021年，女性、女性A、夏娃、女神）

### 遊戲
2014年
- Venus Dungeon（維吉爾、扁鵲、霍去病）
- 魔女妮娜與土塊戰士（魔調者梅菲斯）

2015年
- 幻獸契約Cryptract（日语：幻獣契約クリプトラクト）（娜汀婭、風鈴、貞德、維羅尼卡、快樂）
- Soul Clash（梅杜莎、哈比加、露娜）
- 暗夜血姬（布莉姬、布莉安娜、伊布魯莉莉絲）

2016年
- WAR OF BRAINS（黑般若）
- GIRLS ON METAL
- Collar×Malice（日语：Collar×Malice）（向井繪里子[7]）
- 武士崛起（☆5）

2017年
- AKIBA'S TRIP Festa！（峰藤杏[8]）

2020年
- 英雄傳說 創之軌跡（侍從斯卡蕾特、桑桑）

2021年
- 鬼滅之刃 火之神血風譚

### 廣播劇CD
- 四月是你的謊言（2015年，澤部椿的叔母）

### 有聲漫畫
- 怨靈嬌妻（日语：怨霊奥様）（2020年，二之瀨葵）

### 外語配音

#### 電影／電視影集
| 作品年份 | 作品名稱           | 配演角色               | 演員                     | 媒介        |
| -------- | ------------------ | ---------------------- | ------------------------ | ----------- |
| 1979     | 突圍者             | 露易絲                 | 塔莎·澤姆魯斯            | Netflix頻道 |
| 2014     | 衛子夫             | 王桑                   | 王瑞子                   | DVD版本     |
| 2015     | 顫慄效應 -Between- | 多蒂〈楚克的母親〉奈特 | 娜尼·約翰斯頓萊恩·克拉克 | Netflix頻道 |
| 2017     | 騎士隕落           | 卡蜜兒                 | 葛莉絲·卡特              | Netflix頻道 |

#### 動畫
- 喧鬧一家親（雷尼·勞德〈莉莉安娜·穆米（英语：Liliana Mumy）〉、媽媽[9]）

### 有聲書
- 惡人 上、下卷（2017年，清水依子）
- 闇夜的怪物（日语：よるのばけもの）（2018年，能登）
- （2019年，惱美）

### 其它
- （2021年，向日葵[10][11]）

## 音樂作品

### 角色歌曲
| 發行日期 | 標題                    | 名義                        | 曲名   | 備註                                             |
| 2018年   | 2018年                  | 2018年                      | 2018年 | 2018年                                           |
| -------- | ----------------------- | --------------------------- | ------ | ------------------------------------------------ |
| 1月31日  | Journey to the Sunshine | Aqours&私立浦之星女學院一同 | 「」   | 電視動畫《Love Live！Sunshine!!》第2期片尾主題曲 |

## 腳註

## 外部連結
- 小松奈生子｜I'm Enterprise （页面存档备份，存于） （日語）
- 小松奈生子的X（前Twitter） （日語）